# Computer Software Rating Regulation
Game Software Rating Regulations (sigla: GSRR. Conosciuto anche come Computer and Game Software Rating Regulations; sigla: CGSRR) è il sistema di classificazione d'età per software e videogiochi impiegato nella Repubblica di Cina (Taiwan). Gli arcade game sottostanno ad un sistema diverso dal GSRR, da cui quindi non dipendono.

## Classificazione
Il sistema GSRR impiega il numero di classificazione su sfondo colorato, con la rispettiva traduzione in cinese sotto di esso.
| Símbolo | Definizione | Descrizione                                                                                                  |
| ------- | ----------- | --- |
|         | 普遍級      | Adatto per tutti.                                                                                            |
|         | 保護級      | Proibito ai minori di 6 anni. I bambini tra i 6 anni e i 12 anni devono essere accompagnati da un adulto.    |
|         | 輔12級      | Proibito ai minori di 12 anni. I ragazzi tra i 12 e i 18 anni devono essere accompagnati da un adulto.       |
|         | 輔15級      | Proibito ai minori di 15 anni. Gli adolescenti tra i 15 e i 18 anni devono essere accompagnati da un adulto. |
|         | 限制級      | Proibito ai minori di 18 anni.                                                                               |